# Tabani
Tabani – miejscowość i gmina w Mołdawii, w rejonie Bryczany. W 2014 roku liczyła 2783 mieszkańców.